# INTERSECTION
INTERSECTION（インターセクション）は、日米ハーフのメンバーで構成される日本の4人組ボーイズグループである。
2018年10月5日にデジタルシングル「Heart of Gold」でデビュー。2022年3月31日より無期限で活動を休止。
英語で「交差点」を意味するグループ名には、『異なる地で、異なる文化で生まれ育った4人の交わる場所』という意味が込められている。

## 来歴

### デビュー前
- 所属事務所avexは、メンバーをスカウトした後の2015年、グローバル音楽市場に参入することを目標に、多様なルーツを持つメンバーから成るグループの結成を計画[2]。
- 2017年10月6日、プレデビューシングル「Starting Over」をデジタルリリース。同曲はSpotifyが躍進を期待する「Early Noise 2018」に選出された[3]。
- 2017年10月、Kazumaが、『メンズノンノモデル公開オーディション2017』にて準グランプリを受賞し、『MEN'S NON-NO』の第32回専属モデルに選抜された[4]。

### 2018年
- 8月23日、シンボルプロムナード公園セントラル広場にて開催されたfight!2018『エイベックス・マネジメント学園 presents Happy Summer Music Day』に出演[5]。
- 9月1日、さいたまスーパーアリーナにて開催された『マイナビ presents 第27回 東京ガールズコレクション 2018 AUTUMN/WINTER』にオープニングアクトとして出演[6]。
- 9月16日、Mikaが、AMEBA『イマっぽTV』の「のあにゃんのトリセツ」に出演[7]。
- 10月5日、1stシングル「Heart of Gold」をデジタルリリースし、デビューを果たした[8]。
- 10月7日、六本木ヒルズアリーナで行われたJ-WAVEの開局30周年イベント『TOKYO SOUND EXPERIENCE』に出演[9]。
- 11月9日、2ndシングル「Falling」をデジタルリリース[10]。同曲は11月のMUSIC ON! TV「M-ON! Recommend」に選出された[11]。
- 11月、渋谷区桜丘町で開催されたアート展『ARIGATO SAKURAGAOKA Produced by ART PHOTO TOKYO』において、ヨウジヤマモト春夏2019コレクションの衣装を着たメンバーを、写真家レスリー・キーが撮り下ろした作品が展示された[12]。
- 11月30日、東京・テレコムセンターで開催されたディオールの『2019年プレ・フォール・コレクション』にゲストとして出演[13]。
- 12月7日、3rdシングル「Body Language」をデジタルリリース[14]。
- 12月14日、Kazumaが、「Kaz - INTERSECTION」名義で、1stソロシングル「Red Lights (feat. Carlo Redl)」をデジタルリリース[15]。
- 12月21日、Mikaが、「MIKA - INTERSECTION」名義で、1stソロシングル「Tell Me」をデジタルリリース[16]。
- 12月22日、初のシークレットイベント「Christmas “Meet & Greet” #1」を開催[17]。
- 12月28日、Kazumaが、「Kaz - INTERSECTION」名義で、2ndソロシングル「To You (feat. Carlo Redl)」を配信限定リリース[18]。

### 2019年
- 1月12日、『SDGs推進 TGC しずおか 2019 by TOKYO GIRLS COLLECTION』にオープニングアクトとして出演[19]。
- 1月25日、4thシングル「Twisted」をデジタルリリース[20]。同曲は昨年11月のMTV JAPAN「Hot Seat」に選出された[21]。
- 1月30日、2019年にブレイクが期待される注目のアーティスト10組を紹介するYouTube「Artists to Watch」に選出された[22]。
- 3月1日、Mikaが、「MIKA - INTERSECTION」名義で、2ndソロシングル「Road Trips」をデジタルリリース。
- 5月15日、faniconにて公式ファンクラブ「TENS by INTERSECTION」を開設[23]。
- 7月19日、5thシングル「You're the Reason」をデジタルリリース。
- 7月14日より、Kazumaが、ABEMAの恋愛リアリティ番組『オオカミちゃんには騙されない」に出演[24]。モデルのミチと共にカップル「かずミチ」として話題を呼んだ[25]。
- 7月19日、6thシングル「One Step Closer」をデジタルリリース。同曲はテレビアニメ「フルーツバスケット」2019年版ののエンディングテーマに使用された[26]。
- 8月9日、7thシングル「Who Do You Love」をデジタルリリース。
- 8月21日、1stアルバム『INTERSECTION』をデジタルリリース。
- 9月、Kazumaが、アメリカのハーバード大学へ現役入学[27]。

### 2020年
- 1月8日、8thシングル「New Page」をデジタルリリース。同曲はテレビアニメ『ブラッククローバー』シーズン3のエンディングテーマに使用された[28]。
- 1月18日、Kazumaが、フランスのパリで開催された『FASHION WEEK パリコレクション2020AW』にモデルとして出演[29]。

### 2021年
- 2月27日より、Kazuma、Caelan、Mikaの三人が、中国のオーディション番組「創造営2021」に参加[30]。Kazumaは3月8日に一身上の都合により辞退を発表し[31]、Caelanは最終ステージで脱落。最終的に、Mikaが最終順位4位で合格し、4月24日に期間限定の11人組男性アイドルグループ「INTO1」のメンバーとしてデビューした[32]。
- 6月21日、Kazumaが、「Kaz - INTERSECTION」名義で、3rdソロシングル「White Stallion」をデジタルリリース。

### 2022年
- 5月13日、同年3月31日より無期限の活動休止、ならびにWilliamとKazumaがavexとの専属契約を終了したことを発表された[33]。

### 2023年
- 4月24日、Mikaが所属する「INTO1」が2年間の活動を終了し、解散。

## メンバー
| 名前                             | 愛称               | 生年月日 （年齢）      | 出生地                        | 身長  | 血液型 | 備考 |
| -------------------------------- | ------------------ | ---------------------- | ----------------------------- | ----- | ------ | --- |
| 橋爪ミカ MIKA HASHIZUME          | ミカ Mika          | 1998年12月21日（26歳） | アメリカ合衆国 ハワイ         | 176cm | 不明   | - 16歳までハワイで育ち、プロのサッカー選手を目指していた。 - 幼い頃からバイオリンやウクレレを演奏している。 - 気遣いができるやさしい性格で、グループ最年長としてみんなをまとめるリーダーである。 - 2021年にオーディション番組「創造営2021」に合格し、2023年まで期間限定C-POPボーイズグループ「INTO1」で活動した。 |
| ミッチェル和馬 KAZUMA MITCHELL   | カズ Kaz           | 2000年5月15日（25歳）  | アメリカ合衆国 ニューヨーク   | 183cm | 不明   | - 映画『リトル・マーメイド』の王子様に憧れて、4歳からフルートを始めた。中学生になってからはジャズバンドに所属し、サクソフォーンを演奏するようになった。 - 2017年に『MEN'S NON-NOモデル公開オーディション2017』で準グランプリを受賞し、1年間専属モデルとして活動。 - 2019年に恋愛リアリティ番組『オオカミちゃんには騙されない」に出演。 - 同年にハーバード大学へ現役合格し、2024年に卒業。 - 2024年よりモデル事務所DONNAのSPECIAL ARRAGEMENT部門に所属。 |
| 青山ウィリアム WILLIAM AOYAMA    | ウィリアム William | 2000年5月19日（25歳）  | アメリカ合衆国 カリフォルニア | 178cm | O型    | - カリフォルニアで生まれ、2歳で来日してからは、水泳のジュニアオリンピックを目指していた。 - 14歳のときにスカウトされ、芸能活動を開始。 - 楽器は芸能活動を始めてからややりはじめ、わずか1年でピアノやギタードラムなど複数の楽器を弾きこなせるようになった。 - ボーカルとしての高い実力に加え、グループの作曲も担当している。 - 好きなアーティストにThe 1975や尾崎豊を挙げている。                                                                        |
| モリアティー慶怜 CAELAN MORIARTY | ケーレン Caelan    | 2001年4月12日（24歳）  | キューバ                      | 172cm | O型    | - キューバの軍事基地で生まれ、アイルランド系アメリカ人である父親の仕事の都合により、バージニアビーチ、スペイン、ハワイ、そして日本で幼少期を過ごした。 - 暮らしてきた様々な国の文化に影響を受けており、R&B、ヒップホップ、ダンスポップと幅広い音楽ジャンルを好む。 - 何事にも好奇心旺盛で、無邪気で楽しいことが大好きな弟キャラで、自他共に認めるムードメーカー的存在である。                                                                           |

## 作品

### アルバム
| # | タイトル                       | 収録曲 | 形態     |
| - | ------------------------------ | --- | -------- |
| 1 | INTERSECTION （2019年8月21日） | 1. You’re the Reason 2. Body Language 3. Falling 4. Lost Boy 5. Twisted 6. Who Do You Love 7. Hot Water 8. Love Alone 9. Heart of Gold 10. One Step Closer 11. Starting Over | 音楽配信 |

### シングル
| #                   | 発売日         | タイトル                      | 収録アルバム | 形態     |
| ------------------- | -------------- | ----------------------------- | ------------ | -------- |
| 0                   | 2017年10月6日  | Starting Over                 | INTERSECTION | 音楽配信 |
| 1                   | 2018年10月5日  | Heart of Gold                 | INTERSECTION | 音楽配信 |
| 2                   | 2018年11月9日  | Falling                       | INTERSECTION | 音楽配信 |
| 3                   | 2018年12月7日  | Body Language                 | INTERSECTION | 音楽配信 |
| 4                   | 2019年1月25日  | Twisted                       | INTERSECTION | 音楽配信 |
| 5                   | 2019年6月15日  | You're the Reason             | INTERSECTION | 音楽配信 |
| 6                   | 2019年7月19日  | One Step Closer               | INTERSECTION | 音楽配信 |
| 7                   | 2019年8月9日   | Who Do You Love               | INTERSECTION | 音楽配信 |
| 8                   | 2020年1月8日   | New Page                      |              | 音楽配信 |
| MIKA - INTERSECTION |                |                               |              |          |
| 1                   | 2018年12月21日 | Tell Me                       |              | 音楽配信 |
| 2                   | 2019年3月1日   | Road Trips                    |              | 音楽配信 |
| Kaz - INTERSECTION  |                |                               |              |          |
| 1                   | 2018年12月14日 | Red Lights (feat. Carlo Redl) |              | 音楽配信 |
| 2                   | 2018年12月28日 | To You (feat. Carlo Redl)     |              | 音楽配信 |
| 3                   | 2021年6月21日  | White Stallion                |              | 音楽配信 |

### 参加楽曲
| 発売日        | タイトル                                  | メンバー | アーティスト | 収録アルバム      | 販売形態    | 規格品番    | 出典   |
| ------------- | ----------------------------------------- | -------- | ------------ | ----------------- | ----------- | ----------- | ------ |
| 2020年5月13日 | come again feat. CAELAN from INTERSECTION | Caelan   | 安斉かれん   | avex revival trax | CD 音楽配信 | AVCD-96525A | [ 35 ] |

## 出演

### ウェブ番組
- オオカミちゃんには騙されない（AbemaTV、2019年7月14日 - 9月29日） - Kazuma[24]
- 創造営2021（テンセントビデオ・WeTV、2021年2月27日 - 4月24日） - Kazuma、Caelan、Mika[30]

### 雑誌
- MEN'S NON-NO 第32回専属モデル（集英社、2018年） - Kazuma[4]